# Maya Langes-Swarovski
Maya Langes-Swarovski (* 31. März 1937 in Alzenau, Unterfranken; † 1. Oktober 2019 in Wattens, Tirol) war eine österreichische Unternehmerin.

## Leben
Maja Langes-Swarovski wurde als Tochter von Rudolf Niedenthal in Alzenau geboren. Ihr Vater Rudolf war von 1946 bis 1948 ein durch die amerikanische Militärverwaltung eingesetzter Bürgermeister von Alzenau. Maya absolvierte eine kaufmännische Ausbildung und arbeitete danach als Model. Aus erster Ehe mit Adolf Halstrick ging Sohn Michael, der heutige Leiter des Weingut Swarovski in Argentinien, hervor. Maya war in zweiter Ehe verheiratet mit Gernot Langes-Swarovski, dem Urenkel des Unternehmensgründers Daniel Swarovski, von dem sie sich wieder scheiden ließ. Die gemeinsamen Kinder aus dieser Ehe sind Sohn Markus (* 1974) und die Tochter Diana (* 1971).